# Troup (Texas)
Pour les articles homonymes, voir Troup (homonymie).
Troup est une ville située en limite des comtés de Cherokee et de Smith, au Texas, aux États-Unis,.

## Démographie
Lors du recensement de 2010, la ville comptait une population de 1 869 habitants. Elle est estimée, en 2016, à 1 982 habitants.

## Personnalités
- Betsy Ann Ross (1926-1996), une des Ross Sisters, est née à Roscoe.

### Source de la traduction
- (en) Cet article est partiellement ou en totalité issu de l’article de Wikipédia en anglais intitulé « Troup, Texas » (voir la liste des auteurs).